# 重力波背景
重力波背景（英語：Gravitational wave background，簡稱為GWB）是在偵測重力波上，可能偵測到的目標。偵測到重力波背景將會對早期宇宙的研究及高能物理有深遠的影響。重力波背景即是由天體放出來的重力波會形成一個隨機分布的背景。例如：一個質量夠大的恆星在其演化的最終階段會塌陷而形成黑洞或中子星，以超新星爆炸來說，在其最終階段會有一段快速的塌陷，而此時重力波理論上就會被釋放出來。此外，在快速旋轉的中子星中，其會受重力波驅使而有不穩定性。
一直以來都有很多研究在進行重力波背景的量測。在2016年2月11號，雷射干涉重力波天文台（LIGO）及處女座干涉儀（Virgo）共同宣布他們於2015年9月時第一次直接觀測到重力波。他們所觀察到的是兩個黑洞碰撞造成的可觀測重力波，這也是要發現重力波背景的第一步。

## 重力波的量測

LIGO在漢福德區（圖左）和利文斯頓（圖右）重力波背景測量的結果與理論值的對比

2016年2月11號，LIGO和EGO宣布他們在格林威治標準時間2015年9月15號10:51時偵測到重力波。此重力波的放出是由於一個29太陽質量和一個36太陽質量的黑洞，在大約13億光年外的地方結合成一個62太陽質量的黑洞，而能量等於三太陽質量的重力波被釋放出來。LIGO在漢福德區和利文斯頓的兩個偵測器都有偵測到這個重力波訊號，其中，因為與波源夾角不同的關係，此兩偵測器偵測到的時間差了7微秒。此訊號源在南半天球，大略的方位是在麥哲倫雲的位置，但較麥哲倫雲來的遠許多。羅徹斯特理工學院指出這個研究的信心水準來到99.99994%

## 未來展望
未來的重力波探測希望能找到早期的重力波及宇宙形成之初所留下的證據，以期能夠知道大霹靂是否發生超過一次。

## 外部連結
- Gravitational Wave Experiments and Early Universe Cosmology （页面存档备份，存于）